# 愛滋病信託基金委員會
愛滋病信託基金委員會為1993年成立的香港公營機構，委員會由行政長官委任，負責管理愛滋病信託基金及審議各資助申請書。委員會現任主席是李卓廣醫生。 

## 愛滋病信託基金
香港政府於1993年4月30日注資3億5,000萬元成立，旨在對受愛滋病病毒感染的血友病患者提供援助、加強醫療和支援服務，以及加深市民對愛滋病的認識。

### 資助範圍
- 愛滋病特惠補助金

支付給在1985年8月前，因輸血或血製成品而感染愛滋病病毒的香港居民。
- 醫療和支援服務

在醫院管理局和衞生署的現有服務外，為感染愛滋病病毒者提供醫療和支援服務。
- 宣傳和公眾教育

灌輸預防愛滋病的正確概念的活動。

## 歷任主席
- 陳棣光教授
- 吳馬太醫生 ，JP[2]
- 黎錫滔醫生 [1]
- 李卓廣醫生 [3]

## 外部連結
- 愛滋病信託基金委員會 （页面存档备份，存于）
- 愛滋病網上辦公室
- 愛滋病顧問局